# مایکل وایت (تهیه‌کننده)
مایکل وایت (انگلیسی: Michael White؛ ۱۶ ژانویه ۱۹۳۶ – ۷ مارس ۲۰۱۶) یک تهیه‌کننده اهل بریتانیا بود. وایت در طول ۵۰ سال ۱۰۱ اثر صحنه ای و ۲۷ فیلم تولید کرد.

## فیلم‌شناسی
- مانتی پایتون و جام مقدس (۱۹۷۴)
- فیلم راکی هارور (۱۹۷۵)
- Jabberwocky (۱۹۷۷)
- سگ باسکرویل (۱۹۷۸)
- شامی با آندره (۱۹۸۱)
- پلی‌استر (۱۹۸۱)
- Shock Treatment (۱۹۸۱)
- Countryman (۱۹۸۲)
- شب‌کاری (۱۹۸۲)
- Urgh! A Music War (۱۹۸۲)
- The Comic Strip Presents... (۱۹۸۲)
- Dead on Time (۱۹۸۳)
- Heat and Dust (۱۹۸۳)
- The Ploughman's Lunch (۱۹۸۳)
- Strangers Kiss (۱۹۸۳)
- The Supergrass (۱۹۸۵)
- High Season (۱۹۸۷)
- Eat the Rich (۱۹۸۷)
- بلای سفید (۱۹۸۷)
- فریب‌کاران (۱۹۸۸)
- راهبه‌ها در فرار (۱۹۸۹)
- The Pope Must Die (۱۹۹۱)
- Widows' Peak (۱۹۹۴)
- معما (۲۰۰۱)